# Буттштетт, Иоганн Генрих
Иоганн Генрих Буттштетт (нем. Johann Heinrich Buttstett, другой вариант написания фамилии ― Буттштедт (нем. Buttstedt); 25 апреля 1666, Биндерслебен — 1 декабря 1727, Эрфурт) ― немецкий органист и композитор эпохи барокко. Хотя Буттштетт был выдающимся учеником Иоганна Пахельбеля и одним из последних ярких представителей южнонемецкой органной школы, он стал наиболее известен благодаря спору с Иоганном Маттезоном, касающемуся путей развития музыкального преподавания.

## Биография
Буттштетт родился в Биндерслебене (ныне район Эрфурта) в семье Иоганна Генрикуса Буттштетта, хорошо образованного местного пастора, учившегося в Эрфуртском университете. Он начал изучать музыку в юношеском возрасте (с 1678 года) у Иоганна Пахельбеля, в то время служившего органистом в Предигеркирхе. С 1684 года Буттштетт стал работать органистом в Реглеркирхе, а с 1687 года ― в Кауфманскирхе; он успешно совмещал эту работу с преподаванием в церковных школах (его учениками были, в том числе, Иоганн Готфрид Вальтер и Георг Фридрих Кауфман, впоследствии ставшие известными композиторами). 19 июля 1691 года Буттштетт сменил Николауса Веттера на должности органиста в Предигеркирхе (Пахельбель в 1690 году поступил на службу к герцогине Магдалене Сибилле, а Веттер, который стал его преемником на посту органиста, переехал в Рудольштадт в 1691 году); он работал в этой церкви на протяжении 36 лет, вплоть до своей смерти в возрасте 61 года. 

### Спор с Маттезоном
В 1716 году Буттштетт опубликовал свой труд «Ut, mi, sol, re, fa, la, tota musica et harmonia aeterna» («Ут, ми, соль, ре, фа, ля, вся музыка и гармония вечны») ― эта работа была создана в противовес первому крупному трактату Иоганна Маттезона, защищавшему, по словам автора, «правильный путь к истинной музыке». Маттезон придерживался новаторских взглядов и поддерживал появление классицизма и различных современных ему принципов, направленных на получение музыкального образования, которое в то время было в основном ограничено преподаванием стилей французской и итальянской светской музыки XVIII века, в то время как Буттштетт стремился защитить музыкальные традиции прошлого: от базовых практических приёмов ― таких, как использование сольмизации и композиция в древнегреческих ладах, до глобальных концепций музыки и гармонии, которые постоянно использовались в течение последних нескольких столетий. Также Буттштетт выступил против произведения Маттезона «Das neueröffnete Orchestre», сочиненного в галантном стиле. В 1717 году Маттезон ответил на труд Буттштетта трактатом «Das beschützte Orchestra»; очередная «ответная реплика» Буттштетта ― работа «Offentliche Erklärung» 1718 года ― осталась практически незамеченной.

### Личная жизнь
В 1687 году Буттштетт женился на Марте Леммерхирт, дальней родственнице матери Иоганна Себастьяна Баха; у них родилось десять детей. Двое сыновей Буттшетта, Иоганн Лаурентиус и Иоганн Самуэль, пошли по стопам отца и также стали органистами.

## Творчество
Сохранившееся творческое наследие Буттштетта состоит исключительно из клавишной музыки. В единственном его сборнике, дошедшем до наших дней, «Musicalische Clavier-Kunst und Vorraths-Kammer» (1713), композитор заявил, что он является автором более тысячи произведений, таких, как фугетты, фантазии, фуги, ричеркары, каприччио, прелюдии и так далее; но на данный момент упомянутый сборник, а также два марша, включённые в сочинение «Ut, mi, sol…» и несколько десятков хоральных прелюдий, являются единственными дошедшими до нас произведениями композитора; утеряны его опера, кантаты, мессы. В большинстве произведений Буттштетта чувствуется влияние его учителя Пахельбеля, однако в то же время многочисленные стилевые признаки указывают на то, что композитор был отлично знаком с северонемецкой органной школой ― это проявляется как в свободных прелюдиях и фантазиях, так и в строгих композициях, таких, как фуги и ричеркары. В сочинениях Буттштетта часто присутствуют длительные виртуозные пассажи, совершенно непохожие на сдержанное письмо Пахельбеля, но очень напоминающие творения Дитриха Букстехуде и Николауса Брунса. Такой стиль, например, имеет Прелюдия и каприччио ре минор: прелюдия начинается с одноголосного быстрого пассажа, время от времени прерывающегося паузами, а каприччио представляет собой фугу, основанную на аналогичной сложной теме, записанной тридцать вторыми и шестнадцатыми нотами:

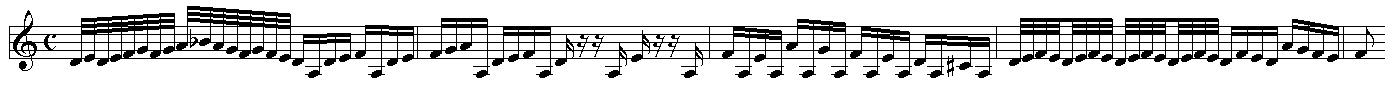

Одна из фуг Буттштетта была найдена в рукописи Андреаса Баха. Она строится на основе темы в e-moll с большим количеством скачков, в том числе на уменьшенную септиму:

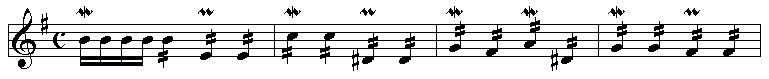